# Brithura fracticosta
Brithura fracticosta är en tvåvingeart som först beskrevs av Alexander 1935.  Brithura fracticosta ingår i släktet Brithura och familjen storharkrankar. Inga underarter finns listade i Catalogue of Life.